# Huaso

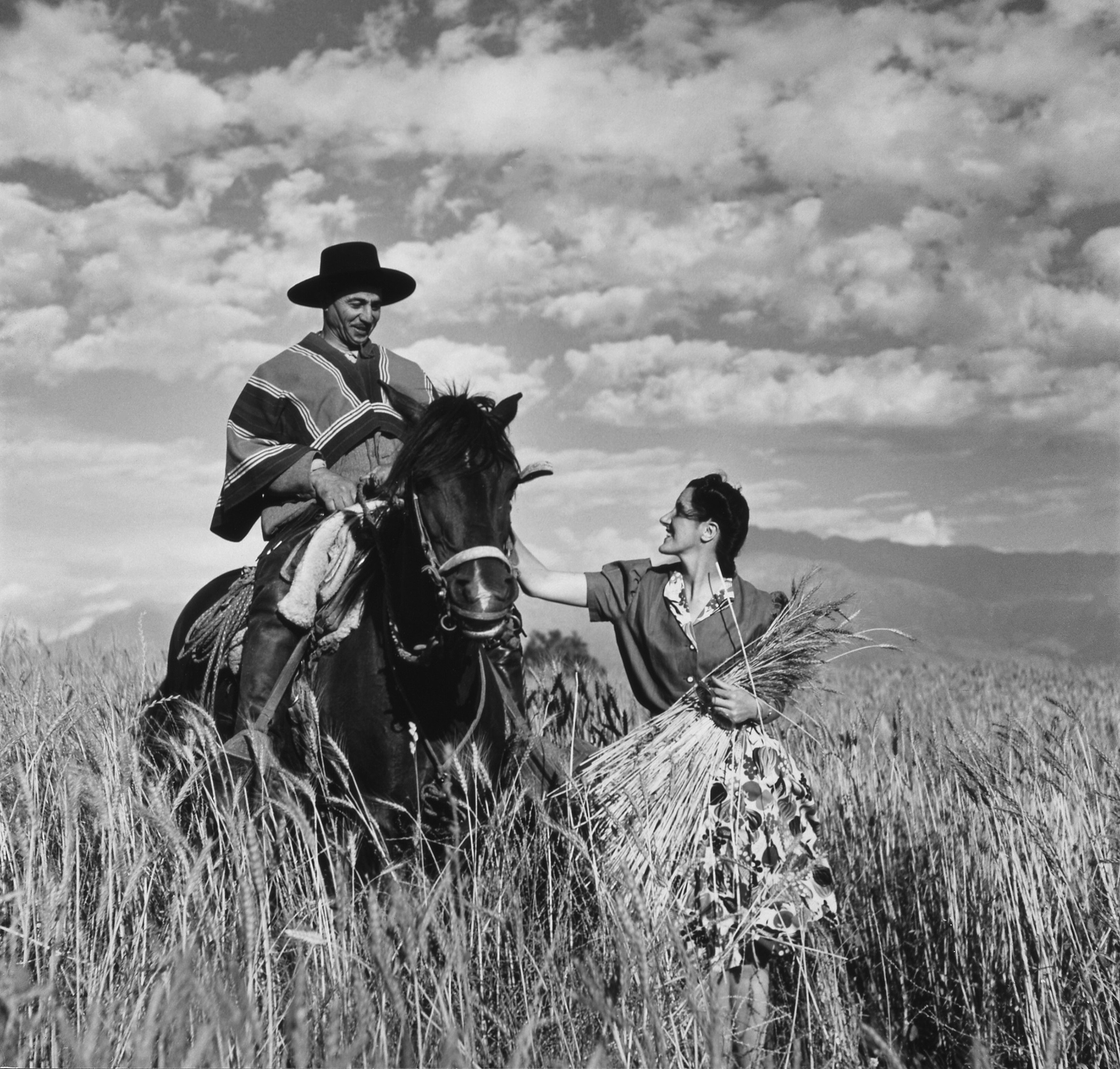
Huaso a un camp de blat, en els anys 1940

Un huaso a Xile, és un camperol típic del folklore crioll. Serveix per a referir-se a l'individu que viu en la zona central del país i es dedica a tasques pròpies de sectors rurals. Per extensió, es fa referència amb aquest nom als camperols d'eixa zona, utilitzant-se com adjectiu per a assenyalar característiques pròpies del centre i sud de Xile, com "Zona Huasa" o "Rancagua, ciutat huasa". Els huasos, a més, són els genets en el marrada xilena, similar al gaucho rioplatense, a el llanero colombià i veneçolà, al charro mexicà, al cowboy nord-americà i al qorilazo peruà. No obstant això, la labor del huaso xilè - a diferència dels esmentats - no es limita exclusivament a la ramaderia, sinó que també abasta altres activitats camperoles, com l'agricultura. També huaso fa referència a l'home que balla la cueca (ball nacional xilè). La versió femenina del huaso és la xinesa, la seua parella en aquest ball.